# 2022-es magyarországi országgyűlési választás
A 2022-es magyarországi országgyűlési választás a rendszerváltás óta eltelt időszak kilencedik általános parlamenti választása volt Magyarországon 2022. április 3-án. A választással egy időben népszavazást tartottak. A kormányzó Fidesz–KDNP pártszövetség negyedik alkalommal szerzett kétharmados többséget a törvényhozásban.

## Választási rendszer

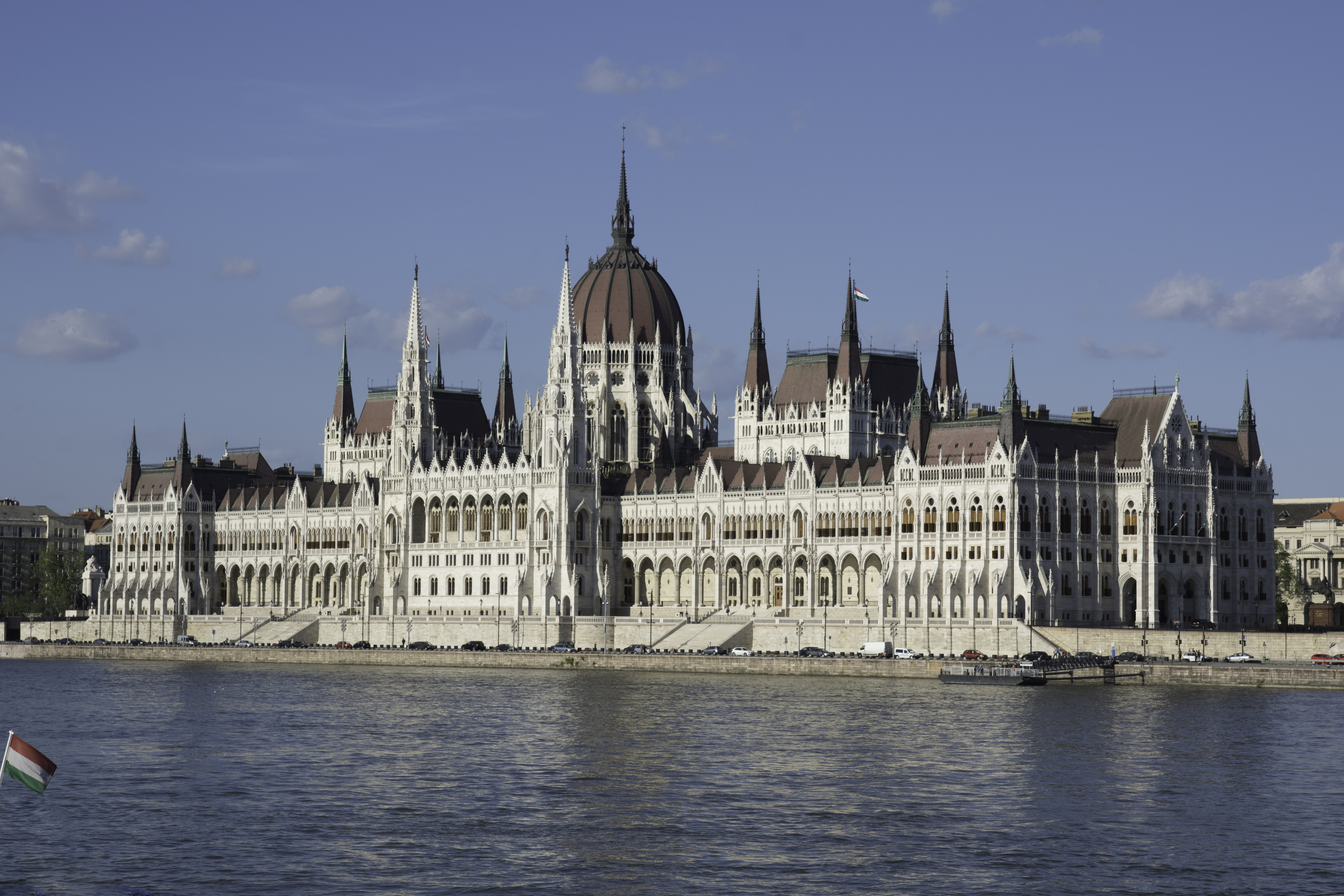
Az Országház

### A választás időpontja
A választásra Magyarország alaptörvénye szerint az előző Országgyűlés megválasztását követő negyedik év április vagy május havában kerül sor. A konkrét időpontot a köztársasági elnök tűzi ki, legalább 72 nappal a voksolás megrendezése előtt. A szavazás napja nem eshet nemzeti ünnepre vagy munkaszüneti napra (pl. május 1-re), illetve azok előtti vagy azok utáni napokra sem, nem lehet húsvétvasárnap és pünkösdvasárnap. A magyar választásokat vasárnapi napokon kell tartani.
A választást Áder János köztársasági elnök január 11-én közzétett közleményében 2022. április 3-ra tűzte ki.

### A választási rendszer
Magyarországon az országgyűlési képviselők választását a 2011. évi CCIII. törvény szabályozza. A választás egyfordulós.
Az Országgyűlés létszáma 199, a választási rendszer vegyes rendszerű: 106 képviselő egyéni választókerületben (OEVK) relatív többséggel kerül megválasztásra, 93 képviselő pedig párt-, illetve nemzetiségi listán kerül be a parlamentbe arányos rendszerben, kiegészítve a szavazatszámot a töredékszavazatokkal. A töredékszavazatok olyan szavazatok, melyek az egyéni kerületben nem értek mandátumot (vesztesek szavazatai), továbbá a nyertes „felesleges” szavazatai is ilyenek, melyekre nem volt szükség a győzelemhez. Azon jelöltek, akik függetlenként indultak, vagy egy olyan párt jelölte őket, amely nem állított országos listát, vagy állított, de nem érte el a parlamenti küszöböt, azoknak a szavazatai nem tudnak töredékszavazatként hasznosulni. Így ha egy ilyen jelölt győz, akkor a győzelemhez már nem szükséges, „felesleges” szavazatok elvesznek, míg ha veszít, akkor az összes rá adott szavazat elveszik.

### Egyéni képviselők választása
Egyéni választókerületi jelöltté váláshoz a választási törvények alapján 500 aláírást kell összegyűjteni. Egy választópolgár több jelöltet is ajánlhat.
Az egyéni választókerületek mindegyikében egy képviselőt választanak és a jelölt lesz a képviselő, aki a legtöbb szavazatot kapja (relatív többségi szavazás).
A vesztes jelöltek, továbbá a győztes jelölt győzelemhez nem szükséges szavazatai töredékszavazatnak számítanak és hozzáadódnak a listás szavazáshoz.

### Listás mandátumok kiosztása
Országos listát az a párt állíthat, amelynek 71  választókerületben, de legalább 14 megyében és Budapesten van egyéni jelöltje. Nemzetiségi lista állításához a nemzetiségi névjegyzékben regisztrált választópolgárok 1%-ának, de legalább 1500 embernek az ajánlását kell összegyűjteni.
A nemzetiségi választópolgárok dönthetnek úgy, hogy nem pártlistára, hanem nemzetiségük listájára szavaznak. A mandátumkiosztáskor a nemzetiségi listák szavazatait is figyelembe veszik. A magyarországi lakcímmel nem rendelkező, határon kívüli magyarok is szavazhatnak pártlistára.
A mandátumok kiosztása:
1. össze kell adni a listás szavazatokat,
2. ha egy nemzetiség megszerezte az összes országos listás szavazat {\displaystyle /93/4} darabnyi szavazatot, kap egy kedvezményes mandátumot,
3. a megszerezhető listás mandátumok számából a nemzetiségek által megszerzett mandátumok számát le kell vonni,
4. a mandátumokat az 5%-ot elérő pártok (kettős listánál 10, hármas vagy többesnél 15%-ot) és az 5%-ot elérő nemzetiségek között kell kiosztani,
5. a pártok szavazataihoz a töredékszavazatokat hozzá kell adni, a nemzetiségek szavazataiból pedig a kedvezményes kvótát le kell vonni,
6. a mandátumokat táblázatos módszerrel (ún. D’Hondt-módszerrel) kell elosztani (táblázatot készítünk: első sor a szavazatok, második a szavazatok fele, harmadik a harmada, negyedik a negyede stb., a legnagyobb számokat „bekarikázzák”, minden párt annyi mandátumot kap, ahány „karika” van az oszlopában).

Azok a nemzetiségek, amelyek nem jutottak mandátumhoz, egy nemzetiségi szószólót (a lista első helyezettje) küldhetnek az országgyűlésbe. A szószólót az országgyűlési képviselőkkel azonos jogok illetik meg, leszámítva, hogy nem szavazhat a parlament döntéseikor.
A választási rendszerben a lista zárt listás, a listás jelöltek pártok által kialakított sorrendjén a választók nem tudnak preferenciaszavazatokkal módosítani.

## Közvélemény-kutatások

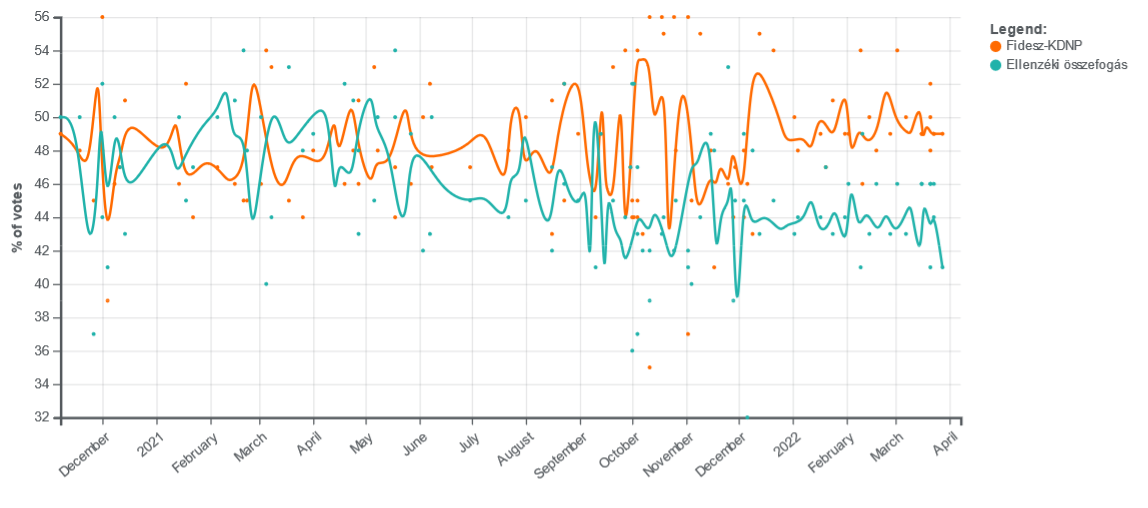
A két pártszövetség támogatottsága a biztos pártválasztók körében

## Kritikák
A választást megelőző kampányidőszakban ismét kritika tárgyává vált, hogy a kormányzó Fidesz–KDNP pártszövetség nem biztosít egyenlő feltételeket a kampányoláshoz, a kormánypárt ráadásul jogszabállyal tovább könnyítette az úgynevezett „voksturizmust”. Ennek értelmében már nem számít választás rendje elleni bűncselekménynek vagy okirathamisításnak, ha valaki olyan lakcímre jelentkezik be választás előtt, ahol nem lakik életvitelszerűen. Az ellenzéki politikai csoportok ezért az EBESZ teljes körű missziójának megjelenését kérték a magyar választásokra. A teljes küldöttség meg is érkezett, akik február 24-én meg is kezdték a munkájukat. A küldöttséget egyebek mellett Polt Péter főügyész is tájékoztatta az általuk felderített korábbi választási csalásokról, ettől függetlenül a szervezet időközi jelentésében a kormánypárt ellenőrizhetetlen kampánytevékenységeire, az ellenzéknek hátrányos egyenlőtlen plakáthelyekre, a „pártokon kívüli felek” kampányt befolyásoló költéseire, a jogszabályba iktatott könnyített lakcímváltás visszásságára, a már korábban is kritika tárgyává vált határon túli magyarok levélszavazására, a közszolgálati média rendszerszintű politikai elfogultságára, és az ott nem megjelenő ellenzéki politikusokra hívta fel a figyelmet – akik csak a választás előtt kaptak 5 perc szereplési lehetőséget. A fideszközeli Alapjogokért Központ reagálása szerint a szervezet „megalapozatlan állításokat fogalmaz meg a magyar választási rendszerrel kapcsolatban”.
Március 31-én kidobott levélszavazatokat találtak egy Marosvásárhely közeli szeméttelepen, a részben elégett szavazólapokon az ellenzékre leadott voksok szerepeltek. Márki-Zay Péter ellenzéki miniszterelnök-jelölt a levélszavazatok megsemmisítését kérte, az RMDSZ tagadta, hogy bármi köze lenne az incidenshez, és visszautasították a levélszavazatok megsemmisítésének lehetőségét, provokációnak minősítve az esetet. A hírt megjelentető Telex.hu-ról a kormányközeli Origo.hu azt írta cikkében, hogy a portál előre tudhatta a történteket, „baloldali provokációt” sejtetve, mert egy technikai hiba miatt a hír először egy hónappal korábbi dátummal jelent meg, csakhogy a megtalált szavazólapok kinézete és a rajtuk szereplő pártok sorrendje a nevezett dátum idején még nem volt ismert. Az ellenzéki pártok az NVI-hez fordultak az ügy kivizsgálásáért, ami feljelentést tett. A TASZ szintén feljelentést tett választás rendje elleni bűncselekmény gyanúja miatt. A levélszavazatok határon túli kezeléséről a vonatkozó jogszabály elég lazán rendelkezik, az NVI jogköre pedig nem terjed ki erre. Az NVI szerint április 1-ig 184 ezer levélszavazatot adtak le. Ujhelyi István, az MSZP EP-képviselője kritikái mellett jelezte, hogy büntetőfeljelentést tesznek a Nemzetközi Bűnügyi Együttműködési Központnál és az Európai Ügyészségnél is. László Róbert választási szakértő szerint az erdélyi incidens minden eddiginél jobban aláássa a bizalmat a levélszavazás kapcsán. Hadházy Ákos ellenzéki képviselő az NVB-nél emelt kifogást, aki a teljes levélszavazás megismétlését kérte, miután szerinte az NVB nem tudja a szavazás biztonságát garantálni, de az NVB szerint – hasonlóan az NVI indokához – erre nem terjed ki a jogköre. Hadházy szerint viszont így értelmét veszti a határon túli szavazás jogszerűsége, ha határon kívüli szavazatokra nem határon belüli szabályok vonatkoznak. Ezt később a Kúria is elismerte, ezzel pedig lényegében azt is, hogy ezen szavazatokkal akadálytalanul vissza lehet élni. A levélszavazatok döntő többsége az adatok alapján a Fideszre érkezett.
Ellenzéki oldalról delegált önkéntes szavazatszámlálók szerint volt arra is példa, hogy a szavazóköri munkájukat megelőző eskütételüket távoli szavazókörben, mint Zala megyében a helyi jegyző reggel nyolc órára tette, nem törődve azzal, hogy sok szavazatszámláló az ország más részeiről, akar több száz kilométerről érkezik. Emiatt voltak, akik saját költségen voltak kénytelenek szállásról gondoskodni a választás idejére, vagy kénytelenek voltak lemondani a részvételükről. A TASZ szerint ez sértheti a választási törvény egyik alapelvét, ezért aki ilyet tapasztal, annak érdemes kifogást emelnie az NVI-nél.
Mind ellenzéki, mind kormánypárti szavazatokra buzdító SMS-eket kaptak olyanok, akik nem adták meg adataikat ilyen célra. Az ügyekben kivizsgálások és politikai vádaskodások is történtek.
A Közép-európai Egyetem Demokrácia Intézete készített egy összeállítást a választás kapcsán, amiben a kormányzat választási manipulációit érintő intézkedéseit vették sorra. Kiemelték, hogy választást elcsalni nem csak a szavazás napján lehet de facto hamisítással, hanem a választási környezet olyan jogszabályokkal történő módosításaival is, amik a kormánypártnak kedveznek egy legitim választás során is. Az írásuk szerint nem csak a kampány és a választás idején egyenlőtlen feltételek számítanak, hanem az azt megelőző időszak során hozott intézkedések is, mint:

- a választás előzetes kiüresítése azáltal, hogy előre kivesznek a megválasztott parlament és kormány kezéből hatalmi jogosítványokat, a népfelség elvét megkérdőjelezve függetlenítve ezeket a választás eredményétől;
- a választói akarat érvényesülésének előzetes elszabotálása azáltal, hogy a rezsim a választási rendszert egyoldalúan, saját érdekében írja át;
- az államhatalom törvényes és törvénytelen bevetése a rezsim oldalán az elvileg független állami médiák, hirdetési csatornák és közjogi intézmények – például az ügyészség – de facto bevonásával a Fidesz kampánystábjába;
- klasszikus választási csalások lehetőségének szisztematikus megteremtése, ezek minden esetben a Fidesz javára történő kihasználásával.

Az anyag úgy fogalmaz: „ha a választás meghamisítása csalás, akkor a választás manipulálása is az, mert a választók akaratát semmibe véve egyoldalúan szabja meg hatalomgyakorlás jövőbeli irányát.” Ugyanakkor azt is írják, hogy „a választás az ellenzék számára nem értelmetlen vagy eleve megnyerhetetlen, de érezhető a rezsim szisztematikus törekvése a választás elcsalására, ennek megvalósítására szolgáló széles, szofisztikált eszköztárral.”
Bár Orbán úgy fogalmazott a választás napján, hogy „ez egy tisztességes és fair választás, mindenkinek volt esélye, hogy meggyőzze a magyar választókat”, az EBESZ egy napra rá arról számolt be, hogy a szavazás ugyan rendben, jól szervezetten zajlott le, a választás kapcsán viszont kiegyenlítetlen erőviszonyok, a kormány és a kormánypártok üzenetei közötti jelentős átfedés, a média elfogultsága és átláthatatlan kampányfinanszírozás voltak jelen (ezzel sok tekintetben megismételve a 2018-as választások kapcsán tett állásfoglalását). Kiemelték a kormánypárt állami költségvetésből finanszírozott kampányát, valamint a média elfogult és kiegyensúlyozatlan híradásait, amik sokkal több helyre jutottak el az ellenzéki üzenetekhez képest, ezzel jogosulatlan előnyhöz juttatva a kormánypártot. Szóba került a választói névjegyzék és a külföldi szavazások jogi hiányosságai is, amik nem biztosítanak kellő választási tisztaságot, több korábbi, választást megerősítő jogszabályi ajánlásukat pedig figyelmen kívül hagyták. A dán 'Silba – Initiative for Dialogue and Democracy' szervezet munkatársai a választás megfigyelése során a kolozsvári Demokrácia Központban és a Kolozsvári Főkonzulátuson visszaélésekre és jelentős választási csalásra lehetőséget adó súlyos szabálytalanságokat tapasztaltak. A Dimenzió Média Alapítvány által, választás után készített közvélemény-kutatás adatai szerint a megkérdezettek jelentős hányada elhitte a kormánypárt ellenzéket megbélyegző üzeneteit, míg az ellenzék cáfolatai jóval kevesebbekhez érkeztek meg. Emiatt a kutatás készítői sem tartották szabad és demokratikus választásnak a 2022-est.

## Jelöltállítási folyamat
A 2022-es választásra az ellenzéki pártok a Republikon Intézet 2020-as javaslata alapján közös jelöltállítással készültek. A 2020 nyarán készült felmérések szerint az ellenzéki szavazók zöme támogatta a pártok együttes választási fellépését. A 2020-as, Korszakváltás Garanciái című megállapodásuk alapján a pártok minden egyéni választókerületben egy közös jelöltet állítanak, illetve közös választási listájukat is egy közös miniszterelnök-jelölt vezeti majd. Az egyéni képviselőjelöltek kiválasztására és a közös miniszterelnök-jelölt megválasztására 2021 őszén megtartották az előválasztást. Az előválasztási folyamat során kialakítandó közös jelöltállítási megállapodás részese a DK, a Jobbik, az LMP, az MSZP, a Momentum, illetve a Párbeszéd. Az előválasztáson más szervezetek (MLP, ÚK, ÚVNP, MMM, Szikra) és független jelöltek is indultak. A kétfordulós ellenzéki miniszterelnök-jelölti választást végül Márki-Zay Péter (MMM), Hódmezővásárhely polgármestere nyerte meg.
A Fidesz-KDNP a jelöltállítás során a hosszú ideje bevált választókerületi elnöki rendszert alkalmazza, a kormánypárt jelöltjei várhatóan a választókerületi elnökök lesznek. Az ellenzéki közös fellépésnek nem részese a Mi Hazánk, a párt képviselőjelöltek kiválasztásáról a szervezet alapszabálya szerint a párt elnöksége dönt.

## Jelöltek és listák
A Nemzeti Választási Bizottság a következő, a választáson indulni kívánó jelölő szervezeteket (pártokat és országos nemzetiségi önkormányzatokat) vette nyilvántartásba (zárójelben a nyilvántartásba vétel dátuma):
| Nyilvántartásba vett jelölő szervezetek |
| --- |
| 1. A Haza Pártja (2022. január 17.) 2. A Mi Pártunk – IMA (2022. január 23.) 3. Demokrata Párt (2022. január 23.) 4. Demokratikus Karta Párt (2022. január 23.) 5. Demokratikus Koalíció (2022. január 17.) 6. Egészséges Magyarországért Választási Párt (2022. január 23.) 7. Egyenlőség Roma Párt (2022. január 17.) 8. Értelmes Magyarok Pártja (2022. február 20.) 9. Fidesz – Magyar Polgári Szövetség (2022. január 30.) 10. Független Vidéki Demokrata Párt (2022. február 3.) 11. Hátrányos Helyzetű Emberek Pártja (2022. január 23.) 12. Holló Rend Párt (2022. február 3.) 13. Igen Szolidaritás Magyarországért Mozgalom (2022. január 23.) 14. Jobbik Magyarországért Mozgalom (2022. január 23.) 15. Kereszténydemokrata Néppárt (2022. január 23.) 16. Közösen Magyarországért Párt (2022. január 23.) 17. Le az Adók 75%-ával Párt (2022. január 27.) 18. LMP – Magyarország Zöld Pártja (2022. január 17.) 19. Magyar Igazság és Élet Pártja (2022. február 13.) 20. Magyar Kétfarkú Kutya Párt (2022. január 17.) 21. Magyar Liberális Párt (2022. január 23.) 22. Magyar Munkáspárt (2022. január 23.) 23. Magyar Nemzeti Párt (2022. február 20.) 24. Magyar Reform Párt (2022. február 17.) 25. Magyar Szegények és Dolgozók Demokratikus Szervezete (2022. január 17.) 26. Magyar Szocialista Párt (2022. január 17.) 27. Magyarországi Munkáspárt 2006 – Európai Baloldal (2022. január 23.) 28. Megoldás Mozgalom (2022. január 30.) 29. Mi Hazánk Mozgalom (2022. január 17.) 30. Mindent a Cigányokért Fórum Párt (2022. február 13.) 31. Momentum Mozgalom (2022. január 17.) 32. Normális Élet Pártja (2022. január 27.) 33. Párbeszéd Magyarországért (2022. január 17.) 34. Polgári Válasz (2022. február 3.) 35. ReforMerek Nemzeti Párt (2022. február 10.) 36. Szabad Magyar Demokratikus Párt (2022. január 27.) 37. Szociáldemokrata Reform Párt (2022. január 30.) 38. Szociáldemokraták Történelmi Pártja (2022. február 6.) 39. Tisztelet és Szabadság Párt (2022. február 13.) 40. Vállalkozók Szövetsége a Reformokért (2022. február 10.) 41. Valódi Demokrata Párt (2022. február 3.) 42. Zöldek, a Normális Emberek Pártja (2022. január 27.) 43. Zöldek Pártja (2022. január 27.) 1. Bolgár Országos Önkormányzat (2022. január 23.) 2. Magyarországi Görögök Országos Önkormányzata (2022. február 17.) 3. Magyarországi Németek Országos Önkormányzata (2022. január 23.) 4. Magyarországi Románok Országos Önkormányzata (2022. február 6.) 5. Országos Horvát Önkormányzat (2022. február 3.) 6. Országos Lengyel Önkormányzat (2022. január 17.) 7. Országos Örmény Önkormányzat (2022. január 23.) 8. Országos Ruszin Önkormányzat (2022. február 6.) 9. Országos Szlovák Önkormányzat (2022. január 30.) 10. Országos Szlovén Önkormányzat (2022. január 27.) 11. Szerb Országos Önkormányzat (2022. január 27.) 12. Ukrán Országos Önkormányzat (2022. január 27.) |

### Egyéni választókerületek és jelöltek
Egyéni választókerületi jelöltté váláshoz a választási törvények alapján legalább 500 aláírást kellett összegyűjteni.
| 1. Budapest 1. (I–V–VIII–IX. kerület)          | Böröcz László           | Csárdi Antal            | Szikora István           | Hotz Antal            | Murányi Gergely        | Swierkiewicz Larion      |
| 2. Budapest 2. (XI. kerület)                   | Simicskó István         | Orosz Anna              | Novák Előd               | Mendly Miklós         | Szenes Gábor           | Billein Piroska          |
| 3. Budapest 3. (XII. kerület)                  | Fürjes Balázs           | Hajnal Miklós           | Grundtner András         | Kovács Gergely        | Jenei Dávid            |                          |
| 4. Budapest 4. (II–III. kerület)               | Gór Csaba               | Tordai Bence            | Nagy Attila              | Juhász Veronika       | Horváth Diána          | Láz József               |
| 5. Budapest 5. (VI–VII. kerület)               | Kovács Balázs Norbert   | Oláh Lajos              | Popély Gyula             | Terdik Roland         | Major Gergely Róbert   |                          |
| 6. Budapest 6. (VIII–IX. kerület)              | Sára Botond             | Jámbor András           | Dúró Dóra                | Döme Zsuzsanna        |                        | Haga Béla                |
| 7. Budapest 7. (XIII. kerület)                 | Harrach Tamás           | Hiszékeny Dezső         | Nagy Zsolt               | Aleva Márta           | Halmi Bajnok           | Varga István Károly      |
| 8. Budapest 8. (XIV. kerület)                  | Borbély Ádám            | Hadházy Ákos            | Czeglédi János           | Rózsa Regina          | Janicsák István        | Duma Norbert             |
| 9. Budapest 9. (X–XIX. kerület)                | Pap Sándor              | Arató Gergely           | Vékony Csongor           | Hankó Klára           | Détári Lajos           | Demény-Nagy Kristóf      |
| 10. Budapest 10. (III. kerület)                | Bús Balázs              | Szabó Tímea             | Katona Miklós            | Budai Sándor          | Poteczki Imre          | Müller Anita             |
| 11. Budapest 11. (IV. kerület)                 | Wintermantel Zsolt      | Varju László            | Pajor Tibor              | Paizs Miklós          | Endrédi István         | Szőnyi József            |
| 12. Budapest 12. (XV. kerület)                 | Pintér Gábor            | Barkóczi Balázs         | Takács András            | Steimetz Alex         | Szabó Norbert Ádám     | Huszár Claudia           |
| 13. Budapest 13. (XVI. kerület)                | Szatmáry Kristóf        | Vajda Zoltán            | Nagyné Hollósi Éva       | Bojti Bence           | Stelli-Kis Sándor      | Zsidró László            |
| 14. Budapest 14. (XVII. kerület)               | Dunai Mónika            | Szilágyi György         | Fazekas László           | Szin Richárd          | Hajmási Gergely        | Tomasovszki László       |
| 15. Budapest 15. (XVIII. kerület)              | Lévai István Zoltán     | Kunhalmi Ágnes          | Árvai Csaba              | Szokor Márton         | Tabi Tünde             | Sinka Zoltánné           |
| 16. Budapest 16. (XX. kerület)                 | Földesi Gyula           | Hiller István           | Hrivnák Pál              | Szentesi Szabolcs     | Horváth Elemér         | Garai Veronika           |
| 17. Budapest 17. (XXI–XXIII. kerület)          | Németh Szilárd          | Szabó Szabolcs          | Kovács Attila            | Csizmadia Cseke       | Koller Sándor          | Járó Arnoldné            |
| 18. Budapest 18. (XXII. kerület)               | Németh Zsolt            | Tóth Endre              | Esze Tamás               | Ozsvát Attila         | Papp Zoltán            | Szabó Gábor Dániel       |
| 19. Bács-Kiskun 1. (Kecskemét)                 | Salacz László           | Szőkéné Kopping Rita    | Erős Erzsébet            | Kordik Szabolcs       |                        | Ábrahám Attiláné         |
| 20. Bács-Kiskun 2. (Kecskemét)                 | Szeberényi Gyula Tamás  | Bodrozsán Alexandra     | Faragó Dániel            | Karikó Ágnes          |                        | Sánta László             |
| 21. Bács-Kiskun 3. (Kalocsa)                   | Font Sándor             | Magóné Tóth Gyöngyi     | Szabó Patrik             |                       | Kudron-Tonigold Nándor | Tara Lajos               |
| 22. Bács-Kiskun 4. (Kiskunfélegyháza)          | Lezsák Sándor           | Kis-Szeniczey Kálmán    | Balde Gyula              | Farkas Bence          | Koncz Dóra             |                          |
| 23. Bács-Kiskun 5. (Kiskunhalas)               | Bányai Gábor            | Molnár László           | Szabadi István           |                       | Fehérvári Dóra         |                          |
| 24. Bács-Kiskun 6. (Baja)                      | Zsigó Róbert            | Kiss László             | Éberling Balázs          | Garami Artúr          | Almási Terézia         |                          |
| 25. Baranya 1. (Pécs)                          | Kővári János            | Mellár Tamás            | Varga Tamás              | Nagy Richárd          | Palkó Ádám             | Hirth József             |
| 26. Baranya 2. (Pécs)                          | Hoppál Péter            | Szakács László          | Ipacs Sándor             | Martos Csongor        | Juhász Gábor           | Árvainé Behán Zsuzsanna  |
| 27. Baranya 3. (Mohács)                        | Hargitai János          | Schwarcz-Kiefer Patrik  | Bernáth Csilla           |                       | Döbrei István          |                          |
| 28. Baranya 4. (Szigetvár)                     | Nagy Csaba              | Szarkándi Lajosné       | Ács József               | Molnár-Fulmer Gergely | Vig Aurél Bence        |                          |
| 29. Békés 1. (Békéscsaba)                      | Herczeg Tamás           | Stummer János           | Gyebnár Dávid            | Debreczeni Gergő      | Szegedi Éva            | Szekerczés András        |
| 30. Békés 2. (Békés)                           | Dankó Béla              | Kondé Gábor             | Földesi Mihály           | Papp Ákos             | Takács Ádám            | Bódizs István            |
| 31. Békés 3. (Gyula)                           | Kovács József           | Leel-Őssy Gábor         | Vidó Attila              | Molnár Csanád         | Pomuczné Nagy Ildikó   | Bódizs-Darvasi Dzsenifer |
| 32. Békés 4. (Orosháza)                        | Erdős Norbert           | Szabó Ervin             | Schultz Gábor            | Bódai Dávid           | Szabó György           | Havasi Gyula             |
| 33. Borsod-Abaúj-Zemplén 1. (Miskolc)          | Csöbör Katalin          | Szilágyi Szabolcs       | Duzsik István            | Pásti Gabriella       | Halmi Bence István     | Loukota Zoltánné         |
| 34. Borsod-Abaúj-Zemplén 2. (Miskolc)          | Kiss János              | Varga László            | Pakusza Zoltán           | Kiss Gábor            | Simkó István Tamás     | Szekeres Anita           |
| 35. Borsod-Abaúj-Zemplén 3. (Ózd)              | Riz Gábor               | Kiss Sándor             | Szarvas Gábor            | Gyurgyák Tamás        | Lenkó Orsolya          | Zsidek István Bence      |
| 36. Borsod-Abaúj-Zemplén 4. (Kazincbarcika)    | Demeter Zoltán          | Üveges Gábor            | Fiszter Zsuzsanna        | Galán Máté            | Endre László András    | Pető Krisztián           |
| 37. Borsod-Abaúj-Zemplén 5. (Sátoraljaújhely)  | Hörcsik Richárd         | Erdei Sándor Zsolt      | Pasztorniczky István     | Vincze Tamás          | Ornyik Róbert          | Varga Zoltán             |
| 38. Borsod-Abaúj-Zemplén 6. (Tiszaújváros)     | Koncz Zsófia            | Jézsó Gábor             |                          |                       | Veszprémi Ádám         | Molnár Sándor            |
| 39. Borsod-Abaúj-Zemplén 7. (Mezőkövesd)       | Tállai András           | Sermer Ádám             | Szajlai János            | Blau Sándor           | Kertész Gyula          | Kovács László            |
| 40. Csongrád-Csanád 1. (Szeged)                | Bartók Csaba            | Szabó Sándor            | Lékó Julianna            | Nagy Ferenc           | Veszelinov Annamária   | Budai Gabriella Ágnes    |
| 41. Csongrád-Csanád 2. (Szeged)                | Mihálffy Béla           | Mihálik Edvin           | Toroczkai László         | Tóth-Benedek Csanád   | Gonda Benjamin Norbert | Lévainé Kovács Marian    |
| 42. Csongrád-Csanád 3. (Szentes)               | Farkas Sándor           | Szűcs Ildikó            | Laczkó Zsolt             |                       | Üveges Hajnalka        |                          |
| 43. Csongrád-Csanád 4. (Hódmezővásárhely)      | Lázár János             | Márki-Zay Péter         | Veres Csaba Levente      | Kis József            | Szabó Zoltán           |                          |
| 44. Fejér 1. (Székesfehérvár)                  | Vargha Tamás            | Márton Roland           | Végh Annamária           | Fenekes Roland        | Balogh Benedek         | Göde Imre                |
| 45. Fejér 2. (Székesfehérvár)                  | Törő Gábor              | Fazakas Attila          | Schmidt Roland           | Varga Eszter          | Huszti Mária Rozália   | Fogarasi Márta           |
| 46. Fejér 3. (Bicske)                          | Tessely Zoltán          | Balázs Péter            | Hegedüs Pál              | Mészáros László       | Könyves Tamás          |                          |
| 47. Fejér 4. (Dunaújváros)                     | Mészáros Lajos          | Kálló Gergely           | Badó Péter               | Pozsgai Anita         | Hermann Henrik         | Kohl János               |
| 48. Fejér 5. (Sárbogárd)                       | Varga Gábor             | Kertész Éva             | Gieber Lajos             | Spala Gábor           | Lakatos Krisztián      | Kovács János Ferenc      |
| 49. Győr-Moson-Sopron 1. (Győr)                | Simon Róbert Balázs     | Jancsó Zita             | Bálint Csaba             | Kovács Balázs         | Szilágyi Norbert       |                          |
| 50. Győr-Moson-Sopron 2. (Győr)                | Kara Ákos               | Gasztonyi László        | Szabó Róbert             |                       | Szemes Norbert         | Szöllősi Sándor          |
| 51. Győr-Moson-Sopron 3. (Csorna)              | Gyopáros Alpár          | Kovácsné Varga Ildikó   | Ferencz Gergő            |                       | Pércsi Donát Tamás     |                          |
| 52. Győr-Moson-Sopron 4. (Sopron)              | Barcza Attila           | Brenner Koloman         | Horváth Gábor            |                       | Sala Zoltán            |                          |
| 53. Győr-Moson-Sopron 5. (Mosonmagyaróvár)     | Nagy István             | Magyar Zoltán           | Takács Miklós Ferenc     | Földesi András        | Mácsik János           | Varga Renáta             |
| 54. Hajdú-Bihar 1. (Debrecen)                  | Kósa Lajos              | Varga Zoltán            | Salánkiné Kuti Zsuzsanna | Pető Csaba            | Hermann Zoltán         |                          |
| 55. Hajdú-Bihar 2. (Debrecen)                  | Pósán László            | Mándi László            |                          |                       |                        | Morán-Mihucza Szilvia    |
| 56. Hajdú-Bihar 3. (Debrecen)                  | Tasó László             | Salamon Gergő           | Hunyadi Máté             |                       | Hornyák Attila         | Dobránszki László        |
| 57. Hajdú-Bihar 4. (Berettyóújfalu)            | Vitányi István          | Szántai László          | Somi Lajos               |                       | Zelenák András         | Farkas Antal             |
| 58. Hajdú-Bihar 5. (Hajdúszoboszló)            | Bodó Sándor             | Kiss László             | Tóth Sándor              |                       | Tóth Ferencz           | Czifra Levente István    |
| 59. Hajdú-Bihar 6. (Hajdúböszörmény)           | Tiba István             | Hegedüs Péter           | Nagy Zoltán              |                       | Andorkó László         | Vargáné Fülöp Erzsébet   |
| 60. Heves 1. (Eger)                            | Pajtók Gábor            | Berecz Mátyás           | Pápai Ákos               | Vass Veronika         | Kacsó Sándor Béla      | Nagy Ágnes               |
| 61. Heves 2. (Gyöngyös)                        | Horváth László          | Dudás Róbert            | Hajdara Roland           |                       | Barna Richárd          |                          |
| 62. Heves 3. (Hatvan)                          | Szabó Zsolt             | Korózs Lajos            | Gonda Ádám               |                       | Antal Gergő            |                          |
| 63. Jász-Nagykun-Szolnok 1. (Szolnok)          | Kállai Mária            | Sziráki Pál             | Vincze Béla              | Viczán Péter          | Korpai Erika           | Varga Mónika             |
| 64. Jász-Nagykun-Szolnok 2. (Jászberény)       | Pócs János              | Kertész Ottó            | Dobrán Gyula             |                       | Oszvald Nándor         | Magda György             |
| 65. Jász-Nagykun-Szolnok 3. (Karcag)           | F. Kovács Sándor        | Lukács László György    | Somlay Róbert            |                       | Halmi Bálint Ferenc    |                          |
| 66. Jász-Nagykun-Szolnok 4. (Törökszentmiklós) | Herczeg Zsolt           | Csányi Tamás            | Szabó Bettina            | Farkas Attila         |                        | Szegény János            |
| 67. Komárom-Esztergom 1. (Tatabánya)           | Bencsik János           | Konczer Erik            | Boda Bánk                | Börzsei Dávid         | Popovics Judit         | Keindl Tibor             |
| 68. Komárom-Esztergom 2. (Esztergom)           | Erős Gábor              | Nunkovics Tibor         | Lantos János             | Stipits Zoltán        |                        | Greiner Tamás            |
| 69. Komárom-Esztergom 3. (Komárom)             | Czunyiné Bertalan Judit | Nemes Andrea            | Ábrahám Barnabás         | Gombos Máté           | Füzi Gábor             | Matus Ferenc             |
| 70. Nógrád 1. (Salgótarján)                    | Becsó Zsolt             | Godó Beatrix            | Musztács László          | Pauló Mihály Tamás    | Kecskés Péter          | Pintér Zsolt             |
| 71. Nógrád 2. (Balassagyarmat)                 | Balla Mihály            | Gyenes Szilárd          | Dócs Dávid               | Márton Renáta         | Sopotnik László        | Domokos Zoltán           |
| 72. Pest 1. (Érd)                              | Aradszki András         | Bősz Anett              | Csott Károly             | Ignáth Kitti          | Váradi Valentin        |                          |
| 73. Pest 2. (Budakeszi)                        | Menczer Tamás           | Szél Bernadett          | György József            | Jakab Edina           | Bogó Dániel László     | Kerekes Erzsébet         |
| 74. Pest 3. (Szentendre)                       | Vitályos Eszter         | Buzinkay György         | Pál Béla                 | Kövesdi Miklós        | Polocsányi Béla        | Tihanyi Csaba            |
| 75. Pest 4. (Vác)                              | Rétvári Bence           | Inotay Gergely          | Páli Jenő                | Korga Gergely         | Mantzourakis Sarantis  | Pintér László            |
| 76. Pest 5. (Dunakeszi)                        | Tuzson Bence            | Dorosz Dávid            | Kovács Mátyás            | Bürger Zoltán         | Kovács Roxána          | Szuchányi Gábor          |
| 77. Pest 6. (Gödöllő)                          | Vécsey László           | Hohn Krisztina          | Halász Géza              | Bősze Gábor           | Kopka Sándor Zoltán    | Szibilla László          |
| 78. Pest 7. (Vecsés)                           | Szűcs Lajos             | Fricsovszky-Tóth Péter  | Szabóné Papp Klára       | Iván Petra            | Balogh István          | Bocz Dániel              |
| 79. Pest 8. (Szigetszentmiklós)                | Bóna Zoltán             | Jószai Teodóra          | Botló Kornél Levente     | Zseli Bernadett       | Kámány János Krisztián | Prohászka György János   |
| 80. Pest 9. (Nagykáta)                         | Czerván György          | Schmuck Erzsébet        | László Péter             | Kiss Kornél           | Vári Zoltán Zsolt      | Bezzeg Boglárka          |
| 81. Pest 10. (Monor)                           | Pogácsás Tibor          | Szabó Rebeka            | László Attila            | Kőhegyi Róbert        | Zrubka Zita            |                          |
| 82. Pest 11. (Dabas)                           | Pánczél Károly          | Jánosi-Lesi Ágota       | Bobrovácz Antal          | Ferancz Norbert       | Szabó László           | Mihály Dániel            |
| 83. Pest 12. (Cegléd)                          | Földi László            | Zágráb Nándor           | Bartha Barna             | Kis Viktor            | Pásztor Éva Ilona      | Andriska István          |
| 84. Somogy 1. (Kaposvár)                       | Gelencsér Attila        | Varga István            | Kelemen Csaba            | Teleki-Molnár Zsófia  | Hauser Gergő           |                          |
| 85. Somogy 2. (Barcs)                          | Szászfalvi László       | Ander Balázs            | Halászné Hunyadi Gyöngyi |                       | Palkó Sándor           |                          |
| 86. Somogy 3. (Marcali)                        | Móring József Attila    | Steinmetz Ádám          | Jozó Tamás               |                       | Kazai Csaba            |                          |
| 87. Somogy 4. (Siófok)                         | Witzmann Mihály         | Potocskáné Kőrösi Anita |                          |                       | Burda Patrik           | Sümegi Rita              |
| 88. Szabolcs-Szatmár-Bereg 1. (Nyíregyháza)    | Szabó Tünde             | Lengyel Máté            | Horváth Attila           | Balázs Zsolt          | Helmeczy László        | Gődény György            |
| 89. Szabolcs-Szatmár-Bereg 2. (Nyíregyháza)    | Vinnai Győző            | Aranyos Gábor           | Kovács Koppány Zoltán    |                       | Kardos Ferenc          | Gurcsák László           |
| 90. Szabolcs-Szatmár-Bereg 3. (Kisvárda)       | Seszták Miklós          | Tóth Viktor             | Perdiák János            |                       | Dzsubák Balázs         | Györkösné Orbán Mária    |
| 91. Szabolcs-Szatmár-Bereg 4. (Vásárosnamény)  | Tilki Attila            | Sápi Mónika             | Bertics Mihály           |                       | Kantuly Zsolt          | Szabó Mária              |
| 92. Szabolcs-Szatmár-Bereg 5. (Mátészalka)     | Kovács Sándor           | Földi István            | Apáti István             |                       | Roland Alex            | Nagy Csaba Attila        |
| 93. Szabolcs-Szatmár-Bereg 6. (Nyírbátor)      | Simon Miklós            | Tóth Viktor             | Szathmári Lajos          | Polyák Csaba          | Czakó Zoltán           | Koroknai Zsolt           |
| 94. Tolna 1. (Szekszárd)                       | Horváth István          | Harangozó Tamás         | Papp Tamás               | Farkas László         | Hajdu Ferenc           |                          |
| 95. Tolna 2. (Dombóvár)                        | Potápi Árpád János      | Szabó Loránd            | Tobak Gábor              |                       | Kőmüves Attila         | Bea Gábor                |
| 96. Tolna 3. (Paks)                            | Süli János              | Bencze János            | Árvai Tibor              |                       | Laczkó Péter           | Halász Gergely           |
| 97. Vas 1. (Szombathely)                       | Hende Csaba             | Czeglédy Csaba          | Vadon István             | Nagy Dávid            | Tömböly Tamás          | Horváth Éva              |
| 98. Vas 2. (Sárvár)                            | Ágh Péter               | Hencz Kornél            | Giczy József             | Zakota Tamás          | Horváth Sándor         | Rutkai Zoltán            |
| 99. Vas 3. (Körmend)                           | V. Németh Zsolt         | Bana Tibor              | Németi Csaba             |                       | Dávid Dávid            |                          |
| 100. Veszprém 1. (Veszprém)                    | Ovádi Péter             | Csonka Balázs           | Kovacsics Zsolt          | Vértesi Benjámin      | Simor István           |                          |
| 101. Veszprém 2. (Balatonfüred)                | Kontrát Károly          | Benedek Szilveszter     | Kovács Attila            | Kárpáti Zoltán        | Berta Ákos             | Dalmadi Róbert           |
| 102. Veszprém 3. (Tapolca)                     | Navracsics Tibor        | Rig Lajos               |                          | Sándor Balázs         | Fórizs Lajos           |                          |
| 103. Veszprém 4. (Pápa)                        | Kovács Zoltán           | Grőber Attila           | Takács Máté              | Domján Ákos           | Horváth Gyula          |                          |
| 104. Zala 1. (Zalaegerszeg)                    | Vigh László             | Csidei Irén             | Kiss Ferenc              | Csiszár Viktor        | Szép Szabolcs          | Marton Ádám              |
| 105. Zala 2. (Keszthely)                       | Nagy Bálint             | Elekes István           | Berei Gábor              | Németh Emese          |                        | Csendes József           |
| 106. Zala 3. (Nagykanizsa)                     | Cseresnyés Péter        | Horváth Jácint          | Hokker Tibor             | Nagy Dávid            | Barna Tamás            | Borda Balázs             |
| Összesen                                       | 106                     | 106                     | 102                      | 79                    | 99                     | 79                       |

| További egyéni választókerületi jelöltek       | További egyéni választókerületi jelöltek | További egyéni választókerületi jelöltek | További egyéni választókerületi jelöltek | További egyéni választókerületi jelöltek | További egyéni választókerületi jelöltek | További egyéni választókerületi jelöltek | További egyéni választókerületi jelöltek | További egyéni választókerületi jelöltek |  |  |
| Választókerület                                | ISZOMM–Munkáspárt                        | VD                                       | IMA                                      | Zöldek                                   | MLP                                      | MSZDDSZ                                  | PV                                       | Független jelöltek                       |  |  |
| ---------------------------------------------- | ---------------------------------------- | ---------------------------------------- | ---------------------------------------- | ---------------------------------------- | ---------------------------------------- | ---------------------------------------- | ---------------------------------------- | ---------------------------------------- |  |  |
| Választókerület                                | 1. Budapest 1. (I–V–VIII–IX. kerület)    | Simon György                             |                                          |                                          |                                          |                                          |                                          | Független jelöltek                       |  |  |
| 2. Budapest 2. (XI. kerület)                   | Barabás György                           |                                          |                                          |                                          |                                          |                                          |                                          |                                          |  |  |
| 3. Budapest 3. (XII. kerület)                  |                                          |                                          |                                          |                                          |                                          |                                          |                                          | Hajdu Mária                              |  |  |
| 8. Budapest 8. (XIV. kerület)                  | Karacs Lajosné                           |                                          |                                          |                                          |                                          |                                          |                                          |                                          |  |  |
| 9. Budapest 9. (X–XIX. kerület)                | Gál Péter                                |                                          |                                          |                                          |                                          |                                          |                                          |                                          |  |  |
| 10. Budapest 10. (III. kerület)                |                                          | Rózsa László Péter                       |                                          |                                          |                                          |                                          |                                          |                                          |  |  |
| 12. Budapest 12. (XV. kerület)                 | Gallai Dávid                             |                                          |                                          |                                          |                                          |                                          |                                          |                                          |  |  |
| 13. Budapest 13. (XVI. kerület)                | Szanyi Tibor                             |                                          |                                          |                                          |                                          |                                          |                                          | Schaffer Viktor                          |  |  |
| 14. Budapest 14. (XVII. kerület)               | Zollai András                            |                                          |                                          |                                          |                                          |                                          |                                          |                                          |  |  |
| 15. Budapest 15. (XVIII. kerület)              |                                          |                                          |                                          |                                          |                                          |                                          |                                          | Juhász István                            |  |  |
| 16. Budapest 16. (XX. kerület)                 | Székely Sándor                           |                                          |                                          |                                          |                                          |                                          |                                          |                                          |  |  |
| 17. Budapest 17. (XXI–XXIII. kerület)          | Pál Éva                                  |                                          |                                          |                                          |                                          |                                          |                                          |                                          |  |  |
| 18. Budapest 18. (XXII. kerület)               | Schlenk Richárd                          |                                          |                                          |                                          |                                          |                                          |                                          |                                          |  |  |
| 25. Baranya 1. (Pécs)                          | Sugár György                             |                                          |                                          |                                          |                                          |                                          |                                          | Bognár Szilvia                           |  |  |
| 26. Baranya 2. (Pécs)                          | Szilágyi László Csaba                    |                                          |                                          |                                          |                                          |                                          |                                          | Hencsei Zsolt                            |  |  |
| 27. Baranya 3. (Mohács)                        | Kós Zoltán                               |                                          |                                          |                                          |                                          |                                          |                                          |                                          |  |  |
| 28. Baranya 4. (Szigetvár)                     |                                          |                                          | Gál József                               |                                          |                                          |                                          |                                          | Kárpáti Zoltán                           |  |  |
| 29. Békés 1. (Békéscsaba)                      |                                          |                                          |                                          |                                          |                                          |                                          |                                          | Csurár Ibolya                            |  |  |
| 29. Békés 1. (Békéscsaba)                      | Faragó Anett                             |                                          |                                          |                                          |                                          |                                          |                                          |                                          |  |  |
| 29. Békés 1. (Békéscsaba)                      | Faragó Betti                             |                                          |                                          |                                          |                                          |                                          |                                          |                                          |  |  |
| 29. Békés 1. (Békéscsaba)                      | Faragó Gergely                           |                                          |                                          |                                          |                                          |                                          |                                          |                                          |  |  |
| 29. Békés 1. (Békéscsaba)                      | Faragó Lajos Gergely                     |                                          |                                          |                                          |                                          |                                          |                                          |                                          |  |  |
| 31. Békés 3. (Gyula)                           | Ujj György Imre                          |                                          |                                          |                                          |                                          |                                          |                                          |                                          |  |  |
| 32. Békés 4. (Orosháza)                        | Gál Ferenc                               |                                          |                                          |                                          |                                          |                                          |                                          | Boros Csaba                              |  |  |
| 33. Borsod-Abaúj-Zemplén 1. (Miskolc)          | Kilián Béla                              |                                          |                                          |                                          |                                          |                                          |                                          |                                          |  |  |
| 34. Borsod-Abaúj-Zemplén 2. (Miskolc)          | Fülöp József Istvánné                    |                                          |                                          |                                          |                                          |                                          |                                          |                                          |  |  |
| 35. Borsod-Abaúj-Zemplén 3. (Ózd)              | Pap Ferenc                               |                                          |                                          |                                          |                                          |                                          |                                          | Vilcsek Ernő                             |  |  |
| 36. Borsod-Abaúj-Zemplén 4. (Kazincbarcika)    | Menyhért Roland                          |                                          | Kótai Gyula                              | Szántó Szabolcs                          |                                          |                                          |                                          |                                          |  |  |
| 37. Borsod-Abaúj-Zemplén 5. (Sátoraljaújhely)  | Glonci Béla                              |                                          |                                          |                                          |                                          |                                          |                                          | Balogh Róbert                            |  |  |
| 37. Borsod-Abaúj-Zemplén 5. (Sátoraljaújhely)  | Glonci Béla                              | Stefán Gábor                             |                                          |                                          |                                          |                                          |                                          |                                          |  |  |
| 38. Borsod-Abaúj-Zemplén 6. (Tiszaújváros)     | Papp György                              |                                          |                                          |                                          |                                          |                                          |                                          | Macskás József                           |  |  |
| 39. Borsod-Abaúj-Zemplén 7. (Mezőkövesd)       | Kóródi Péter                             |                                          |                                          |                                          |                                          |                                          |                                          | Farkas Éva                               |  |  |
| 39. Borsod-Abaúj-Zemplén 7. (Mezőkövesd)       | Kóródi Péter                             | Nótár Balázs Máté                        |                                          |                                          |                                          |                                          |                                          |                                          |  |  |
| 39. Borsod-Abaúj-Zemplén 7. (Mezőkövesd)       | Kóródi Péter                             | Nótár Zoltán                             |                                          |                                          |                                          |                                          |                                          |                                          |  |  |
| 40. Csongrád-Csanád 1. (Szeged)                |                                          |                                          |                                          |                                          |                                          |                                          |                                          | Szabó Bálint                             |  |  |
| 42. Csongrád-Csanád 3. (Szentes)               |                                          |                                          |                                          |                                          |                                          |                                          |                                          | Köröndi Máté                             |  |  |
| 43. Csongrád-Csanád 4. (Hódmezővásárhely)      | Kovács István                            |                                          |                                          |                                          |                                          |                                          |                                          |                                          |  |  |
| 45. Fejér 2. (Székesfehérvár)                  | Veres Péter                              |                                          |                                          |                                          |                                          |                                          |                                          |                                          |  |  |
| 46. Fejér 3. (Bicske)                          | Fléger István Tamás                      |                                          |                                          |                                          |                                          |                                          |                                          |                                          |  |  |
| 47. Fejér 4. (Dunaújváros)                     | Fehérvári Zsolt István                   |                                          |                                          |                                          |                                          |                                          |                                          |                                          |  |  |
| 51. Győr-Moson-Sopron 3. (Csorna)              |                                          |                                          |                                          |                                          | Szabadai Viktor                          |                                          |                                          |                                          |  |  |
| 54. Hajdú-Bihar 1. (Debrecen)                  | Nagyné Németh Marietta                   |                                          |                                          |                                          |                                          |                                          |                                          |                                          |  |  |
| 55. Hajdú-Bihar 2. (Debrecen)                  | Huszti Andrea                            |                                          |                                          |                                          |                                          |                                          |                                          |                                          |  |  |
| 56. Hajdú-Bihar 3. (Debrecen)                  | Káposznyák István                        |                                          |                                          |                                          |                                          | Rózsás Viola Julianna                    |                                          |                                          |  |  |
| 57. Hajdú-Bihar 4. (Berettyóújfalu)            | Kóti László                              |                                          |                                          |                                          |                                          |                                          |                                          | Mezei József                             |  |  |
| 58. Hajdú-Bihar 5. (Hajdúszoboszló)            | Sipos Sándor                             |                                          |                                          |                                          |                                          |                                          |                                          |                                          |  |  |
| 59. Hajdú-Bihar 6. (Hajdúböszörmény)           | Dobány László                            |                                          |                                          |                                          |                                          |                                          |                                          |                                          |  |  |
| 61. Heves 2. (Gyöngyös)                        |                                          |                                          |                                          |                                          |                                          |                                          |                                          | Érsek Zsolt                              |  |  |
| 62. Heves 3. (Hatvan)                          | Kovács Istvánné                          |                                          |                                          |                                          |                                          |                                          |                                          |                                          |  |  |
| 63. Jász-Nagykun-Szolnok 1. (Szolnok)          | Németh Attila                            |                                          |                                          |                                          |                                          |                                          | Csikós Attila                            |                                          |  |  |
| 64. Jász-Nagykun-Szolnok 2. (Jászberény)       | Balogh Imréné                            |                                          |                                          |                                          |                                          |                                          |                                          |                                          |  |  |
| 65. Jász-Nagykun-Szolnok 3. (Karcag)           | Nagy József                              |                                          |                                          |                                          |                                          |                                          |                                          |                                          |  |  |
| 66. Jász-Nagykun-Szolnok 4. (Törökszentmiklós) | Bencsik Mihály                           |                                          |                                          |                                          |                                          |                                          |                                          |                                          |  |  |
| 67. Komárom-Esztergom 1. (Tatabánya)           | Jánoki Tibor                             |                                          |                                          |                                          |                                          |                                          |                                          |                                          |  |  |
| 68. Komárom-Esztergom 2. (Esztergom)           |                                          |                                          |                                          |                                          |                                          |                                          |                                          | Deák Ferenc                              |  |  |
| 70. Nógrád 1. (Salgótarján)                    | Krizs Norbert                            |                                          |                                          |                                          |                                          |                                          |                                          |                                          |  |  |
| 71. Nógrád 2. (Balassagyarmat)                 | Frankfurter Zsuzsanna                    |                                          |                                          |                                          |                                          |                                          |                                          |                                          |  |  |
| 72. Pest 1. (Érd)                              |                                          |                                          |                                          |                                          |                                          |                                          |                                          | Asztalos Éva                             |  |  |
| 74. Pest 3. (Szentendre)                       | Pálmai Ferenc                            |                                          |                                          |                                          |                                          |                                          |                                          |                                          |  |  |
| 75. Pest 4. (Vác)                              | Simon József Ferenc                      |                                          |                                          |                                          |                                          |                                          |                                          |                                          |  |  |
| 76. Pest 5. (Dunakeszi)                        |                                          | Lőrincz László                           |                                          |                                          |                                          |                                          |                                          |                                          |  |  |
| 77. Pest 6. (Gödöllő)                          |                                          |                                          |                                          |                                          |                                          |                                          |                                          | Antal Tamás                              |  |  |
| 79. Pest 8. (Szigetszentmiklós)                |                                          |                                          |                                          |                                          |                                          |                                          |                                          | Dorogi Gyula                             |  |  |
| 82. Pest 11. (Dabas)                           | Fekete László                            |                                          |                                          |                                          |                                          |                                          |                                          |                                          |  |  |
| 84. Somogy 1. (Kaposvár)                       | Varga Tamás                              |                                          |                                          |                                          |                                          |                                          |                                          | Horváth Ákos                             |  |  |
| 84. Somogy 1. (Kaposvár)                       | Varga Tamás                              | Nadrai Norbert József                    |                                          |                                          |                                          |                                          |                                          |                                          |  |  |
| 84. Somogy 1. (Kaposvár)                       | Varga Tamás                              | Varga István                             |                                          |                                          |                                          |                                          |                                          |                                          |  |  |
| 87. Somogy 4. (Siófok)                         | Knoch László                             |                                          |                                          |                                          |                                          |                                          |                                          |                                          |  |  |
| 88. Szabolcs-Szatmár-Bereg 1. (Nyíregyháza)    |                                          |                                          |                                          |                                          |                                          |                                          |                                          | Nagy László                              |  |  |
| 89. Szabolcs-Szatmár-Bereg 2. (Nyíregyháza)    |                                          |                                          |                                          |                                          |                                          |                                          |                                          | Kanalas Melinda                          |  |  |
| 90. Szabolcs-Szatmár-Bereg 3. (Kisvárda)       | Tóth Péter Pál                           |                                          |                                          |                                          |                                          |                                          |                                          |                                          |  |  |
| 91. Szabolcs-Szatmár-Bereg 4. (Vásárosnamény)  |                                          |                                          | Király Szilárd                           |                                          |                                          |                                          |                                          |                                          |  |  |
| 94. Tolna 1. (Szekszárd)                       | Kercsó Márton                            |                                          |                                          |                                          |                                          |                                          |                                          |                                          |  |  |
| 97. Vas 1. (Szombathely)                       | Hegedüs Máté                             |                                          |                                          |                                          |                                          |                                          |                                          |                                          |  |  |
| 102. Veszprém 3. (Tapolca)                     |                                          |                                          |                                          |                                          |                                          |                                          |                                          | Takács Lajos                             |  |  |
| 104. Zala 1. (Zalaegerszeg)                    |                                          |                                          | Virág Debóra                             |                                          |                                          |                                          |                                          | Koltai Tibor                             |  |  |
| 106. Zala 3. (Nagykanizsa)                     | Székely Sándor                           |                                          |                                          |                                          |                                          |                                          |                                          |                                          |  |  |
| Összesen                                       | 49                                       | 2                                        | 4                                        | 1                                        | 1                                        | 1                                        | 1                                        | 34                                       |  |  |

### Országos listák

#### Párt- és pártszövetségi listák
Országos listát az a párt vagy pártszövetség állíthat, amelynek legalább 71 egyéni választókerületben, legalább 14 megyében és Budapesten van egyéni jelöltje.
A listákon az első 20 jelölt neve került feltüntetésre, a miniszterelnök-jelölt neve vastag betűvel került kiemelésre.
| Párt     | Fidesz–KDNP | DK–Jobbik–Momentum– MSZP–LMP–Párbeszéd | Mi Hazánk | MKKP | MEMO | NÉP | |
| -------- | ----------- | --- | --- | --- | --- | --- | --- |
| Párt     | Jelöltek    | 1. Orbán Viktor (Fidesz) 2. Semjén Zsolt (KDNP) 3. Kövér László (Fidesz) 4. Mátrai Márta (Fidesz) 5. Gál Kinga (Fidesz) 6. Kósa Lajos (Fidesz) 7. Németh Szilárd (Fidesz) 8. Kubatov Gábor (Fidesz) 9. Kocsis Máté (Fidesz) 10. Harrach Péter (KDNP) 11. Lezsák Sándor (Fidesz) 12. Jakab István (Fidesz) 13. Győrffy Balázs (Fidesz) 14. Turi-Kovács Béla (Fidesz) 15. Szatmáry Kristóf (Fidesz) 16. Illés Boglárka (Fidesz) 17. Sztojka Attila (Fidesz) 18. Tapolczai Gergely (Fidesz) 19. Varga Mihály (Fidesz) 20. Németh Zsolt (Fidesz) | 1. Márki-Zay Péter (Független) 2. Dobrev Klára (DK) 3. Karácsony Gergely (Párbeszéd) 4. Jakab Péter (Jobbik) 5. Fekete-Győr András (Momentum) 6. Tóth Bertalan (MSZP) 7. Ungár Péter (LMP) 8. Gyurcsány Ferenc (DK) 9. Zsiga-Kárpát Dániel (Jobbik) 10. Vadai Ágnes (DK) 11. Molnár Zsolt (MSZP) 12. Tompos Márton (Momentum) 13. Brenner Koloman (Jobbik) 14. Gy. Németh Erzsébet (DK) 15. Berki Sándor (Párbeszéd) 16. Lukács László György (Jobbik) 17. Sebián-Petrovszki László (DK) 18. Varga Zoltán (DK) 19. Sas Zoltán (Jobbik) 20. Lőcsei Lajos (Momentum) | 1. Toroczkai László 2. Dúró Dóra 3. Apáti István 4. Novák Előd 5. Szabadi István 6. Dócs Dávid 7. Pakusza Zoltán 8. Fiszter Zsuzsanna 9. Lantos János 10. Popély Gyula 11. Páli Jenő 12. Pápai Ákos 13. Nagy Attila 14. Földesi Mihály 15. Nagy Zoltán 16. Varga Tamás 17. Vékony Csongor 18. Éberling Balázs 19. László Attila 20. Fekete László | 1. Kovács Gergely 2. Döme Zsuzsanna 3. Terdik Roland 4. Bürger Zoltán 5. Sándor Balázs 6. Kövesdi Miklós 7. Nagy Dávid 8. Pincehelyi Zita 9. Paizs Miklós 10. Bojti Bence 11. Molnár-Fulmer Gergely 12. Bősze Gábor 13. Hotz Antal 14. Steimetz Alex 15. Kárpáti Zoltán 16. Németh Emese 17. Nagy Ferenc 18. Viczán Péter 19. Jakab Edina 20. Varga Eszter | 1. Gattyán György 2. Huszár Viktor Dénes 3. Bajusz Krisztina Ilona 4. Veszelinov Annamária 5. Helmeczy László 6. Kacsó Sándor Béla 7. Murányi Gergely 8. Halmi Bence István 9. Endrédi István 10. Szatmári Péter 11. Janicsák István 12. Hermann Henrik 13. Horváth Diána 14. Könyves Tamás 15. Tabi Tünde 16. Juhász Gábor 17. Détári Lajos 18. Szilágyi Norbert 19. Korpai Erika 20. Bogó Dániel László | 1. Gődény György 2. Marton Ádám 3. Seres Mária 4. Kovács János Ferenc 5. Lévainé Kovács Marian 6. Demény-Nagy Kristóf 7. Stekler Ottó 8. Bódizs-Darvasi Dzsenifer 9. Greiner Tamás 10. Varga István Károly 11. Harkai Bulcsú Bánk 12. Vargáné Fülöp Erzsébet 13. Kalóczki Anikó 14. Tihanyi Csaba 15. Ábrahám Attiláné 16. Nagy-Járvás Attila 17. Pardi Gabriella 18. Velkovics Viktória 19. Tomasovszki László 20. Árvainé Behán Zsuzsanna |
| Összesen | 279 jelölt  | 279 jelölt | 208 jelölt | 58 jelölt | 110 jelölt | 120 jelölt | |

#### Nemzetiségi listák
Nemzetiségi lista állításához a nemzetiségi névjegyzékben regisztrált választópolgárok 1%-ának, de legfeljebb 1500 embernek az ajánlását kell összegyűjteni.
A listákon az első 5 jelölt neve került feltüntetésre, a nemzetiségi képviselőjelölt neve vastag betűvel került kiemelésre.
| Nemzetiségi önkormányzat | BOÖ                                                                                                   | MGOÖ | MNOÖ                                                                                          | MROÖ                                                                                            | OHÖ | OLÖ                                                                                           |                                                          |
| ------------------------ | --- | --- | --------------------------------------------------------------------------------------------- | ----------------------------------------------------------------------------------------------- | --- | --------------------------------------------------------------------------------------------- | -------------------------------------------------------- |
| Nemzetiségi önkormányzat | Jelöltek                                                                                              | 1. Varga Szimeon 2. Muszev Dimitrov Dancso 3. Andonov Alekszi Petrov 4. Belosinov Dragetta 5. Hadzsikosztova Gabriella | 1. Koranisz Laokratisz 2. Agárdi Bendegúz Szpírosz 3. Fokasz Nikosz 4. Tsorbatzoglou Orestis  | 1. Ritter Imre 2. Englenderné Hock Ibolya 3. Koch Emil 4. Schubert Olívia 5. Manz József György | 1. Kreszta Traján 2. Kozma György 3. Borbély Erika Mária 4. Czeglédiné Gurzó Mária 5. Szilágyi Lászlóné | 1. Szolga József 2. Gugán János 3. Osztrogonácz József 4. Hergovich Vince 5. Sokcsevits Dénes | 1. Rónayné Slaba Ewa Maria 2. Rácz Tibor 3. Szalai Árpád |
| Összesen                 | 5 jelölt                                                                                              | 4 jelölt | 28 jelölt                                                                                     | 9 jelölt                                                                                        | 8 jelölt                                                                                                | 3 jelölt                                                                                      |                                                          |
| Nemzetiségi önkormányzat | OÖÖ                                                                                                   | ORÖ | OSZÖ                                                                                          | OSZÖ                                                                                            | SZOÖ | UOÖ                                                                                           |                                                          |
| Nemzetiségi önkormányzat | | |                                                                                               |                                                                                                 | |                                                                                               |                                                          |
| Jelöltek                 | 1. Akopjan Nikogosz 2. Szűcs Bálint Péter 3. Issekutz Ákos 4. Peltekian Aram Ibrahim 5. Csernus Gábor | 1. Giricz Vera 2. Kramarenko Viktor 3. Kozsnyánszky János 4. Szilcer-Likovics Olga 5. Szónoczki János                  | 1. Paulik Antal 2. Hollerné Racskó Erzsébet 3. Szabó Mónika 4. Zelman Ferenc 5. Klausz Karola | 1. Kissné Köles Erika 2. Bajzekné Labricz Gabriella 3. Bartakovics Ilona 4. Soós László         | 1. Alexov Lyubomir 2. Szutor Lászlóné 3. Lásztity Jovánka 4. Rusz Igor Dusán 5. Krunity Péter           | 1. Grexa Liliána 2. Ladányi Erzsébet 3. Stefuca Viktória                                      |                                                          |
| Összesen                 | 5 jelölt                                                                                              | 10 jelölt | 32 jelölt                                                                                     | 4 jelölt                                                                                        | 5 jelölt                                                                                                | 3 jelölt                                                                                      |                                                          |

## Eredmények

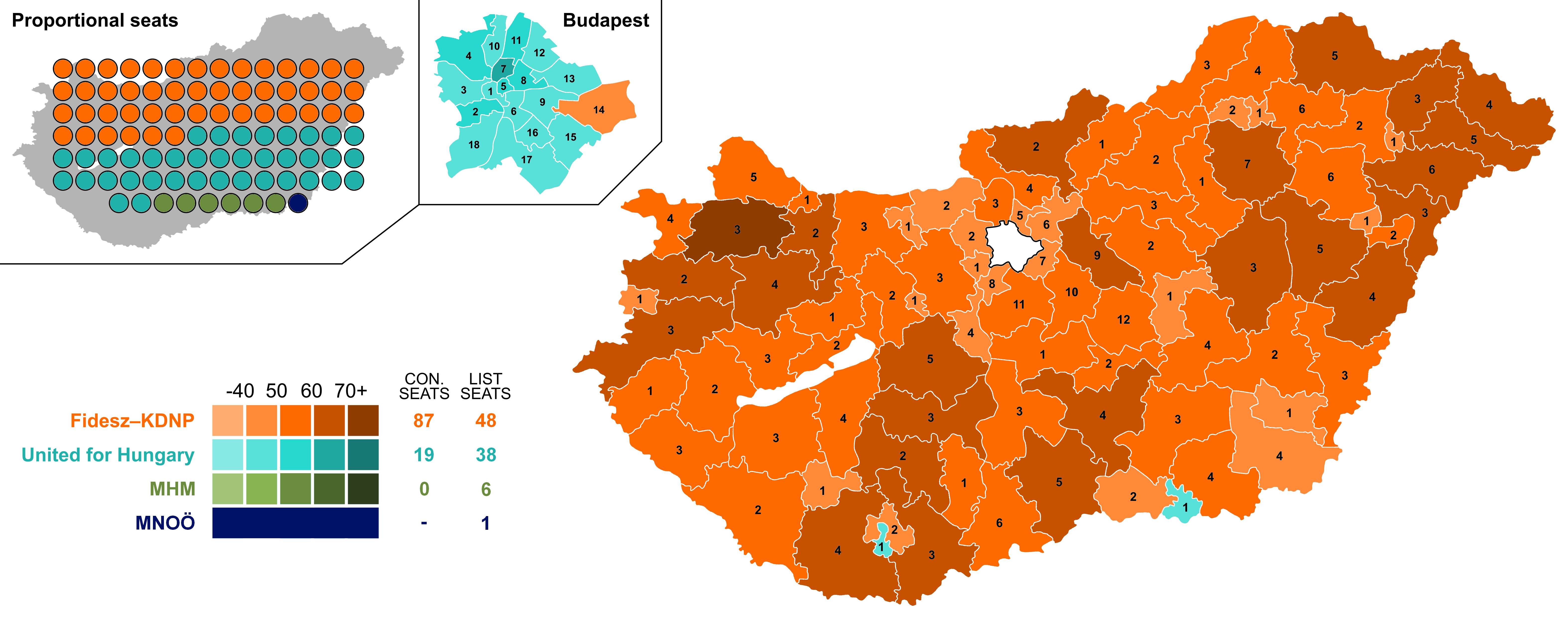
Az országos listán szerzett helyek száma és az egyéni választókerületek eredményei térképen jelölve

### Részvételi adatok (Magyarországon lakcímmel rendelkezők)
| 2022. április 3. | 2022. április 3. | 2022. április 3. |
| ---------------- | ---------------- | ---------------- |
| 7:00-ig          | 1,82%            | 139 667 fő       |
| 9:00-ig          | 10,31%           | 793 219 fő       |
| 11:00-ig         | 25,77%           | 1 982 937 fő     |
| 13:00-ig         | 40,01%           | 3 078 029 fő     |
| 15:00-ig         | 52,72%           | 4 058 746 fő     |
| 17:00-ig         | 62,92%           | 4 840 928 fő     |
| 18:30-ig         | 67,80%           | 5 216 424 fő     |
| 19:00-ig         | 70,21%           | 5 448 020 fő     |

### Az országos listás választás eredménye
A magyarországi és külföldi listás szavazatok megoszlása. A nemzetiségi és etnikai listákat az N betű jelöli.
| A listás mandátumok elosztása                | A listás mandátumok elosztása            | A listás mandátumok elosztása | A listás mandátumok elosztása | A listás mandátumok elosztása | A listás mandátumok elosztása | A listás mandátumok elosztása | A listás mandátumok elosztása | A listás mandátumok elosztása          | A listás mandátumok elosztása | A listás mandátumok elosztása | A listás mandátumok elosztása | A listás mandátumok elosztása | A listás mandátumok elosztása | A listás mandátumok elosztása |
| Jelölőszervezet, párt vagy pártszövetség     | Jelölőszervezet, párt vagy pártszövetség | Listás szavazatok             | Listás szavazatok             | Listás szavazatok             | Listás szavazatok             | Listás szavazatok             | Listás szavazatok             | Listás szavazatok                      | Bejutási küszöb (%)           | Kedvezményes kvóta (db)       | Kaphat-e mandátumot listáról? | Listás mandátumok             | Listás mandátumok             | Listás mandátumok             |
| Jelölőszervezet, párt vagy pártszövetség     | Jelölőszervezet, párt vagy pártszövetség | Magyarországon                | Magyarországon                | Levélben                      | Levélben                      | Összesen                      | Összesen                      | Csak a pártok esetében vett aránya (%) | Bejutási küszöb (%)           | Kedvezményes kvóta (db)       | Kaphat-e mandátumot listáról? | Listás mandátumok             | Listás mandátumok             | Listás mandátumok             |
| Neve                                         | Típusa                                   | Száma                         | Aránya (%)                    | Száma                         | Aránya (%)                    | Száma                         | Aránya (%)                    | Csak a pártok esetében vett aránya (%) | Bejutási küszöb (%)           | Kedvezményes kvóta (db)       | Kaphat-e mandátumot listáról? | Összes szavazat               | Száma                         | Aránya (%)                    |
| -------------------------------------------- | ---------------------------------------- | ----------------------------- | ----------------------------- | ----------------------------- | ----------------------------- | ----------------------------- | ----------------------------- | -------------------------------------- | ----------------------------- | ----------------------------- | ----------------------------- | ----------------------------- | ----------------------------- | ----------------------------- |
| Fidesz–KDNP                                  |                                          | 2 809 238                     | 52,15                         | 251 468                       | 93,89                         | 3 060 706                     | 54,13                         | 54,42                                  | 10                            | –                             | igen                          | 4 390 962                     | 48                            | 51,61                         |
| DK–Jobbik–Momentum– MSZP–LMP–Párbeszéd       |                                          | 1 936 297                     | 35,94                         | 11 034                        | 4,12                          | 1 947 331                     | 34,44                         | 34,62                                  | 15                            | –                             | igen                          | 3 526 480                     | 38                            | 40,86                         |
| Mi Hazánk                                    |                                          | 329 651                       | 6,12                          | 2836                          | 1,06                          | 332 487                       | 5,88                          | 5,91                                   | 5                             | –                             | igen                          | 639 551                       | 6                             | 6,45                          |
| MKKP                                         |                                          | 183 416                       | 3,40                          | 1636                          | 0,61                          | 185 052                       | 3,27                          | 3,29                                   | 5                             | –                             | nem                           | –                             | –                             | –                             |
| MEMO                                         |                                          | 58 670                        | 1,09                          | 259                           | 0,10                          | 58 929                        | 1,04                          | 1,05                                   | 5                             | –                             | nem                           | –                             | –                             | –                             |
| NÉP                                          |                                          | 39 119                        | 0,73                          | 601                           | 0,22                          | 39 720                        | 0,70                          | 0,71                                   | 5                             | –                             | nem                           | –                             | –                             | –                             |
| Magyarországi Németek Országos Önkormányzata | N                                        | 24 630                        | 0,46                          | –                             | –                             | 24 630                        | 0,44                          | –                                      | –                             | 23 074                        | igen                          | –                             | 1                             | 1,08                          |
| Országos Horvát Önkormányzat                 | N                                        | 1760                          | 0,03                          | –                             | –                             | 1760                          | 0,03                          | –                                      | –                             | 23 074                        | nem                           | –                             | –                             | –                             |
| Országos Szlovák Önkormányzat                | N                                        | 1208                          | 0,02                          | –                             | –                             | 1208                          | 0,02                          | –                                      | –                             | 23 074                        | nem                           | –                             | –                             | –                             |
| Országos Ruszin Önkormányzat                 | N                                        | 645                           | 0,01                          | –                             | –                             | 645                           | 0,01                          | –                                      | –                             | 23 074                        | nem                           | –                             | –                             | –                             |
| Magyarországi Románok Országos Önkormányzata | N                                        | 526                           | 0,01                          | –                             | –                             | 526                           | 0,01                          | –                                      | –                             | 23 074                        | nem                           | –                             | –                             | –                             |
| Szerb Országos Önkormányzat                  | N                                        | 418                           | 0,01                          | –                             | –                             | 418                           | 0,01                          | –                                      | –                             | 23 074                        | nem                           | –                             | –                             | –                             |
| Ukrán Országos Önkormányzat                  | N                                        | 396                           | 0,01                          | –                             | –                             | 396                           | 0,01                          | –                                      | –                             | 23 074                        | nem                           | –                             | –                             | –                             |
| Országos Lengyel Önkormányzat                | N                                        | 281                           | 0,01                          | –                             | –                             | 281                           | 0,01                          | –                                      | –                             | 23 074                        | nem                           | –                             | –                             | –                             |
| Magyarországi Görögök Országos Önkormányzata | N                                        | 232                           | 0,00                          | –                             | –                             | 232                           | 0,00                          | –                                      | –                             | 23 074                        | nem                           | –                             | –                             | –                             |
| Országos Szlovén Önkormányzat                | N                                        | 219                           | 0,00                          | –                             | –                             | 219                           | 0,00                          | –                                      | –                             | 23 074                        | nem                           | –                             | –                             | –                             |
| Országos Örmény Önkormányzat                 | N                                        | 163                           | 0,00                          | –                             | –                             | 163                           | 0,00                          | –                                      | –                             | 23 074                        | nem                           | –                             | –                             | –                             |
| Bolgár Országos Önkormányzat                 | N                                        | 157                           | 0,00                          | –                             | –                             | 157                           | 0,00                          | –                                      | –                             | 23 074                        | nem                           | –                             | –                             | –                             |
| Összesen                                     | Összesen                                 | 5 387 026                     | 100                           | 267 834                       | 100                           | 5 654 860                     | 100                           | 100                                    | –                             | –                             | –                             | 93                            | 100                           |                               |

### A megválasztott Országgyűlés összetétele

Az Országgyűlés összetétele

| Pártok, pártszövetségek, nemzetiségek  | Megszerzett mandátumok | Megszerzett mandátumok | Megszerzett mandátumok | Megszerzett mandátumok | Megszerzett mandátumok | Megszerzett mandátumok |
| Pártok, pártszövetségek, nemzetiségek  | Egyéni                 | Egyéni                 | Országos listás        | Országos listás        | Összesen               | Összesen               |
| Pártok, pártszövetségek, nemzetiségek  | száma                  | aránya (%)             | száma                  | aránya (%)             | száma                  | aránya (%)             |
| -------------------------------------- | ---------------------- | ---------------------- | ---------------------- | ---------------------- | ---------------------- | ---------------------- |
| Fidesz–KDNP                            | 87                     | 82,08                  | 48                     | 51,61                  | 135                    | 67,84                  |
| DK–Jobbik–Momentum– MSZP–LMP–Párbeszéd | 19                     | 17,92                  | 38                     | 40,86                  | 57                     | 28,64                  |
| Mi Hazánk                              | 0                      | 0                      | 6                      | 6,45                   | 6                      | 3,02                   |
| MNOÖ                                   | 0                      | 0                      | 1                      | 1,08                   | 1                      | 0,50                   |
| Összesen                               | 106                    | 100                    | 93                     | 100                    | 199                    | 100                    |

## Ismertebb érkező és távozó képviselők
A választás után több új képviselőjelölt jutott mandátumhoz, míg több régóta politizáló képviselőnek véget ért a mandátuma. Közülük többen korábban jelentősebb közéleti szerepet is betöltöttek, így mandátumhoz jutott egyebek mellett Menczer Tamás, Varga Judit, Orbán Balázs, Illés Boglárka (FIDESZ), Toroczkai László (Mi Hazánk), Orosz Anna, Tóth Endre, Bedő Dávid, Hajnal Miklós, Fekete-Győr András (Momentum), Barkóczi Balázs, Kálmán Olga, Dávid Ferenc, Kordás László, Komáromi Zoltán (DK), Komjáthi Imre (MSZP), Kanász-Nagy Máté (LMP) politikusok és Jámbor András korábbi újságíró is. Márki-Zay Péter is jogosulttá vált mandátumra, de jelezte: nem kíván élni vele. Gy. Németh Erzsébet, Gréczy Zsolt (DK), és Novák Előd (Mi Hazánk) több év megszakítás után tértek vissza a parlamenti munkához. Ugyanakkor elvesztette országgyűlési  mandátumát Szél Bernadett, Korózs Lajos, Bősz Anett, Demeter Márta, Bana Tibor, Steinmetz Ádám, Potocskáné Kőrösi Anita, Stummer János, Rig Lajos, Ander Balázs, Nunkovics Tibor, Csányi Tamás, Révész Máriusz, Magyar Zoltán, Schmuck Erzsébet, Hohn Krisztina, Székely Sándor, Szakács László, Kálló Gergely, Kocsis-Cake Olivio, Gyüre Csaba és Szilágyi György.
Simonka György, Boldog István és Völner Pál büntetőügyeik miatt el sem indultak. Szintén nem indultak el a választáson Farkas Flórián, Manninger Jenő, Burány Sándor, Bencsik János, Sneider Tamás, Varga-Damm Andrea, Fülöp Erik, Tóth Csaba, Mesterházy Attila, Bíró Márk, Farkas Gergely, Volner János, Bangóné Borbély Ildikó, Molnár Gyula és Balczó Zoltán.